# Claire Allen
Claire Allen (n. 29 iulie 1853, Pontiac, Michigan, Statele Unite ale Americii – d. 22 decembrie 1942, Jackson, Michigan) a fost un arhitect american important din sudul statului Michigan al începutului secolului 20. Claire Allen a fost CEO-ul firmei de arhitectură Claire Allen & Sons din Jackson, Michigan, unde a practicat arhitectura pentru o perioadă de 52 ani.
La începutul activității sale, Allen a lucrat în tinerețe ca un contarctor și constructor, participând la construcția Curții de Justiție a comitatului Ionia, a unei școli din localitatea Dexter, Michigan, precum și la ridicarea multor case și clădiri din localitățile Belding și Ionia, precum și la construcția fabricii Belding Brothers Silk Mills.
Câteva din clădirile Curților de justiție proiectate și realizate de Allen sunt bune exemple de varietatea americană a stilului arhitecturii neo-clasice. Arhitectul a creat de asemenea multe clădiri în stilul neo-colonial.

## Lucrări

### Opere timpurii
Printre clădirile designate de Allen se pot include
| Lucrare                                                                              | Imagine | Localitate                  | An/Ani    | Istoric                                                                        | Hartă | Note                                                                                           |
| ------------------------------------------------------------------------------------ | ------- | --------------------------- | --------- | ------------------------------------------------------------------------------ | ----- | ---------------------------------------------------------------------------------------------- |
| The Post Office Arhivat în 20 februarie 2012, la Wayback Machine.                    |         | Jackson, Michigan           | 1932      |                                                                                | Map   | Now Consumers Energy's headquarters - Post Office History                                      |
| Glazier Office Building Arhivat în 6 octombrie 2011, la Wayback Machine.             |         | Ann Arbor, Michigan         |           |                                                                                | Map   |                                                                                                |
| The Armory Building[nefuncțională – arhivă]                                          |         | Ann Arbor, Michigan         | 1911      |                                                                                | Map   |                                                                                                |
| Clock Tower Building                                                                 |         | Chelsea, Michigan           | 1907      | State Registered Arhivat în 4 martie 2012, la Wayback Machine.                 | Map   |                                                                                                |
| Glazier, George P., Memorial Building                                                |         | Chelsea, Michigan           | 1901-1902 | State Registered Arhivat în 4 martie 2012, la Wayback Machine.                 | Map   | Constructed to house the Chelsea Savings Bank                                                  |
| Methodist Episcopal Church                                                           |         | Chelsea, Michigan           | 1899      |                                                                                | Map   | First United Methodist Church - Church History Arhivat în 6 ianuarie 2009, la Wayback Machine. |
| Welfare Building                                                                     |         | Chelsea, Michigan           | 1906      | State Registered Arhivat în 4 martie 2012, la Wayback Machine.                 | Map   |                                                                                                |
| First National Bank Arhivat în 16 iulie 2011, la Wayback Machine.                    |         | Corunna, Michigan           | 1903      | State Registered Arhivat în 6 iunie 2011, la Wayback Machine.                  | Map   | Now called the Surbeck Building                                                                |
| Hudson Public Library Arhivat în 11 august 2007, la Wayback Machine.                 |         | Hudson, Michigan            |           |                                                                                | Map   |                                                                                                |
| Cascades Manor House Arhivat în 18 august 2011, la Wayback Machine.                  |         | Jackson, Michigan           | 1929      |                                                                                | Map   | Cascades Manor House History Arhivat în 1 decembrie 2008, la Wayback Machine.                  |
| Jackson Friendly Home                                                                |         | Jackson, Michigan           | 1908      |                                                                                | Map   | Jackson Friendly Home History Arhivat în 7 ianuarie 2009, la Wayback Machine.                  |
| Jackson Masonic Temple                                                               |         | Jackson, Michigan           | 1908      | City of Jackson Registered                                                     | Map   | Currently used by Vermeulens Furniture as show room space - Masonic Temple History             |
| The Ida Stiles Memorial Church                                                       |         | Jackson, Michigan           | 1895      |                                                                                |       | The Ida Stiles Memorial Church Article                                                         |
| Avon School District No. 5 Schoolhouse Arhivat în 16 iulie 2011, la Wayback Machine. |         | Rochester, Michigan         | 1889      | State Registered Arhivat în 6 iunie 2011, la Wayback Machine.                  | Map   |                                                                                                |
| Hillsdale County Courthouse Arhivat în 16 iulie 2011, la Wayback Machine.            |         | Hillsdale County, Michigan  | 1898-1899 | National and State Registered Arhivat în 4 martie 2012, la Wayback Machine.    | Map   |                                                                                                |
| Gratiot County Courthouse Arhivat în 16 iulie 2011, la Wayback Machine.              |         | Gratiot County, Michigan    | 1902      | National and State Registered Arhivat în 4 martie 2012, la Wayback Machine.    | Map   |                                                                                                |
| Ionia County Courthouse Arhivat în 16 iulie 2011, la Wayback Machine.                |         | Ionia County, Michigan      | 1885      | National and State Registered Arhivat în 6 iunie 2011, la Wayback Machine.     | Map   | Claire Allen was the contractor on this building                                               |
| Jackson County Courthouse Arhivat în 7 iunie 2011, la Wayback Machine.               |         | Jackson County, Michigan    | 1927-1928 | City of Jackson Registered                                                     | Map   | Courthouse History Arhivat în 1 decembrie 2005, la Wayback Machine.                            |
| Shiawassee County Courthouse Arhivat în 16 iulie 2011, la Wayback Machine.           |         | Shiawassee County, Michigan | 1903-1906 | National and State Registered Arhivat în 4 martie 2012, la Wayback Machine.    | Map   |                                                                                                |
| Van Buren County Courthouse                                                          |         | Van Buren County, Michigan  | 1901      | National and State Registered Arhivat în 3 noiembrie 2013, la Wayback Machine. | Map   |                                                                                                |
| Paw Paw Library                                                                      |         | Paw Paw, Michigan           | 1920      | State Registered                                                               | Map   |                                                                                                |
| Mendon Township Library Arhivat în 16 iulie 2011, la Wayback Machine.                |         | St. Joseph County, Michigan | 1905      | State Registered Arhivat în 6 iunie 2011, la Wayback Machine.                  | Map   |                                                                                                |
| Berthold Rummler House Arhivat în 16 iulie 2011, la Wayback Machine.                 |         | Jackson, Michigan           | 1904      | State Registered Arhivat în 6 iunie 2011, la Wayback Machine.                  | Map   |                                                                                                |
| Lake Odessa Depot Arhivat în 16 iulie 2011, la Wayback Machine.                      |         | Ionia County, Michigan      | 1889      | State Registered Arhivat în 6 iunie 2011, la Wayback Machine.                  | Map   | Also known as Detroit, Lansing and Northern Railway Depot                                      |
| The Rickman Hotel Arhivat în 16 iulie 2011, la Wayback Machine.                      |         | Kalamazoo, Michigan         | 1907-1908 | National Registered Arhivat în 6 iunie 2011, la Wayback Machine.               | Map   |                                                                                                |
| Lee County Savings Bank                                                              |         | Fort Madison, Iowa          |           |                                                                                | Map   | Fort Madison Downtown Commercial Historic District                                             |
| Clinton County Courthouse                                                            |         | Clinton, Iowa               | 1892-1897 |                                                                                | Map   | History Arhivat în 12 ianuarie 2008, la Wayback Machine. Photo                                 |

## Hărți
- Claire Allen Buildings in Chelsea, Michigan[2]
- Claire Allen Buildings in Jackson, Michigan[2]
- Claire Allen Buildings in Michigan[2]
- Claire Allen Buildings in Iowa[2]